# نونگشم
نونگشم یک شرکت غذایی و آشامیدنی کره جنوبی است که مقر آن در سئول است.